# Laurent Grech
Pour les articles homonymes, voir Grech.
Laurent Grech est un gymnaste artistique français.
Il participe aux épreuves de gymnastique aux Jeux olympiques d'été de 1920 à Anvers, terminant sixième du concours général. 
Aux Championnats du monde de gymnastique artistique 1913, il est médaillé d'or aux anneaux et médaillé d'argent au concours par équipe.